# Burning the Daze
| Recensione              | Giudizio |
| ----------------------- | -------- |
| AllMusic                | [ 1 ]    |
| Piero Scaruffi          | [ 2 ]    |
| Dizionario del Pop-Rock | [ 3 ]    |

Burning the Daze è un album discografico di Marc Cohn, pubblicato dalla casa discografica Atlantic Records nel marzo del 1998.

## Tracce
1. Already Home – 4:42 (Marc Cohn, John Leventhal)
2. Girl of Mysterious Sorrow – 4:17 (Marc Cohn)
3. Providence – 3:56 (Marc Cohn)
4. Healing Hands – 4:29 (Marc Cohn)
5. Lost You in the Canyon – 4:16 (Marc Cohn)
6. Saints Preserve Us – 4:10 (Marc Cohn)
7. Olana – 4:22 (Marc Cohn)
8. Turn to Me – 3:28 (Marc Cohn, Kevin Salem)
9. Valley of the Kings – 3:40 (Marc Cohn)
10. Turn on Your Radio – 3:57 (Harry Nilsson)
11. Ellis Island – 5:12 (Marc Cohn)

## Musicisti
Already Home
- Marc Cohn - chitarra acustica, percussioni, voce
- John Leventhal - basso, chitarre, tastiere, percussioni, armonica
- Rick DePofi - sassofono tenore
- Chris Botti - tromba
- Shawn Pelton - batteria
- Patty Griffin - armonie vocali
- John Leventhal e Marc Cohn - produttori
- Registrato al Big House Studios, 12th Street Studios ed al New York Noise di New York
- Mark Plati e John Leventhal - ingegneri delle registrazioni
- Mixaggio effettuato da Kevin Killen al Sony Music Studios di New York, NY

Girl of Mysterious Sorrow
- Marc Cohn - chitarra acustica, voce
- John Leventhal - basso, chitarra elettrica, chitarra (con corde nylon), tamboura, tastiere, percussioni
- Shawn Pelton - batteria
- John Leventhal e Marc Cohn - produttori
- Registrato al Big House Studios e 12th Street Studios di New York
- Mark Plati e John Leventhal - ingegneri delle registrazioni
- Mixaggio effettuato da Kevin Killen al Sony Music Studios di New York, NY

Providence
- Marc Cohn - chitarra acustica, voce
- John Leventhal - basso, chitarre, tastiere, glockenspiel
- Rick DePofi - marimba
- Shawn Pelton - batteria
- Martin Sexton - armonie vocali
- Patty Griffin - accompagnamento vocale, cori
- Catherine Russell - accompagnamento vocale, cori
- John Leventhal e Marc Cohn - produttori
- Registrato al Big House Studios, 12th Street Studios ed al New York Noise di New York
- Mark Plati e John Leventhal - ingegneri delle registrazioni
- Mixaggio effettuato da Kevin Killen al Sony Music Studios di New York, NY

Healing Hands
- Marc Cohn - pianoforte, voce, accompagnamento vocale, cori
- John Leventhal - chitarre, organo
- Mark Plati - basso
- Shawn Pelton - batteria, percussioni
- Patty Griffin - armonie vocali
- Kenny White - accompagnamento vocale, cori
- Curtis King Jr. - accompagnamento vocale, cori
- Frank Floyd - accompagnamento vocale, cori
- Kenny White - arrangiamento strumenti ad arco, conduttore strumenti ad arco
- John Leventhal, Paul Samwell-Smith e Marc Cohn - produttori
- Registrato al Looking Glass di New York (Mark Plati ingegnere delle registrazioni)
- Registrato al RPM Studios e Sound on Sound (Frank Filipetti ingegnere delle registrazioni)
- Mixaggio effettuato da Kevin Killen al Sony Music Studios di New York, NY
- Registrazioni aggiunte di John Leventhal al New York Noise, New York, NY

Lost You in the Canyon
- Marc Cohn - chitarra, pianoforte tack, voce
- John Leventhal - chitarre, tastiere, percussioni, mandolino, voce
- Mark Plati - basso
- Shawn Pelton - batteria
- Rodney Crowell - battito delle mani (handclaps)
- Rick DePofi - battito delle mani (handclaps)
- John Leventhal e Marc Cohn - produttori
- Registrato al 12th Street Studios ed al Looking Glass di New York
- John Leventhal e Mark Plati - ingegneri delle registrazioni
- Mixato da Bob Clearmountain al Mix This di Los Angeles, California
- Registrazioni aggiunte di Rick DePofi al New York Noise di New York, NY

Saints Preserve Us
- Marc Cohn - pianoforte, voce
- Bill Dillon - chitarre
- Malcolm Burn - organo, percussioni
- Rick DePofi - sassofono tenore
- Larry Farrell - trombone
- Toby Myers - basso
- Aaron Comess - batteria
- John Leventhal - arrangiamenti strumenti a fiato
- Malcolm Burn, John Leventhal e Marc Cohn - produttori
- Registrato al RPM Studios di New York, NY
- Malcolm Burn - ingegnere delle registrazioni
- Mixato da Mark Plati e John Leventhal al Sony Music Studios di New York, NY
- Registrazioni aggiunte di Mark Plati al Sony Music Studios di New York, NY

Olana
- Marc Cohn - pianoforte, voce
- John Leventhal - basso, chitarre, tastiere, percussioni, mandolino
- Chris Botti - flicorno
- Shawn Pelton - batteria
- Rosanne Cash - voce
- John Leventhal e Marc Cohn - produttori
- Registrato al Big House Studios ed al New York Noise di New York, NY
- Mark Plati e John Leventhal - ingegneri delle registrazioni
- Mixato da Kevin Killen al Sony Music Studios di New York, NY

Turn to Me
- Marc Cohn - chitarra acustica, voce
- John Leventhal - chitarre, pianoforte, melodica, percussioni
- Mark Plati - basso
- Brady Blade - batteria
- Malcolm Burn - accompagnamento vocale, cori
- Darryl Johnson - accompagnamento vocale, cori
- John Leventhal, Marc Cohn e Malcolm Burn - produttori
- Registrato e mixato al Looking Glass di New York, NY
- Mark Plati - ingegnere delle registrazioni e del mixaggio
- Registrazioni aggiunte effettuate da Malcolm Burn al Bearsville Studios di Bearsville, NY

Valley of the Kings
- Marc Cohn - national slide guitar, voce
- T-Bone Walk - cittern, basso, accordion
- Shawn Pelton - batteria
- Kenny White - percussioni
- Paul Samwell-Smith e Marc Cohn - produttori
- Registrato al RPM Studios di New York, NY
- Frank Filipetti - ingegnere delle registrazioni e del mixaggio
- Mixaggio effettuato al Right Track Studios di New York, NY

Turn on Your Radio
- Marc Cohn - voce, percussioni
- John Leventhal - basso, chitarre, tastiere, percussioni
- Peter Gordon - corno francese
- John Leventhal e Marc Cohn - produttori
- Registrato al 12th Street Studios di New York, NY
- John Leventhal - ingegnere delle registrazioni
- Mixato da Kevin Killen al Magic Shop di New York, NY

Ellis Island
- Marc Cohn - chitarra acustica, voce
- Larry Campbell - chitarra acustica
- John Leventhal - chitarra (high string guitar)
- Jon Brion - harmonium
- Jane Scarpentoni - violoncello
- Marc Cohn - produttore
- John Leventhal - produttore aggiunto
- Registrato al Marc's House
- Mathew Knobel - ingegnere delle registrazioni
- Mixato da John Leventhal al 12th Street Studios di New York, NY
- Ingegneri delle registrazioni aggiunti: Suzanne Dyer (Manhattan Center Studios, NY); Frank Filipetti (Right Track Studios, NY); John Leventhal (12th Street Studios, NY)

Note aggiuntive
- Thomas Bricker - art direction, design
- Viktor Koen - illustrazioni
- Frank Ockenfels e Cynthia Levine - fotografie[6]